# John Oxenford
John Oxenford (Londra, 12 agosto 1812 – Londra, 21 febbraio 1877) è stato un drammaturgo, traduttore e librettista inglese.

## Biografia
È autore di una traduzione dal tedesco di Dichtung und Wahrheit di Goethe nel 1846 e si dedicò in particolare alla diffusione dell'opera Schopenhauer in Inghilterra. Nel 1850 divenne critico teatrale per il Times.